# Lovász László (műsorvezető)
Lovász László (Kiskunhalas, 1976. szeptember 6. –) magyar televíziós és rádiós producer és műsorvezető.

## Életútja
Kiskunhalason született, Kecskeméten nőtt fel. Édesapja hangmérnök, édesanyja irodai asszisztens. 
Érettségi vizsgáját követően a Kecskeméti Főiskola Tanítóképző Karán tanult magyar műveltségterületen. 1996-tól a Kecskeméti Televízióban és a Gong Rádióban vezetett műsort. 1999-től gyakornokként, majd produkciós koordinátorként az Esti Showder Fábry Sándorral című műsorban működött közre. 2000-től az estFM 98.6 rádió szerkesztője lett, itt találkozott Urbán Szabolccsal, majd Hajós Andrással. Hárman készítették el a későbbi, TV2-n futott műsor, a Magánszám pilotját. Egy szezon után a műsort a csatorna más feltételekkel szerette volna folytatni, ezért az alkotók úgy döntöttek, nem írják alá az új szerződést. A Viasat 3-on Késő este Hajós Andrással címmel ismét producerként dolgozott, majd pár hónap után a műsor a kedvezőtlen feltételek miatt véget ért.
2003-ban a Való Világ line producereként dolgozott, 2005-től a Danubius Rádió reggeli műsorának sidekickje Hepi Endre, Lilu, majd Sebestyén Balázs, később Majka, Ábel Anita, Kapócs Zsóka, végül Rákóczi Ferenc és Vágó Piros mellett. 2009-től a radiocafé 98.6 délutáni sávjában Frankó Ronival az Utasellátót készítették, egészen a rádió bezárásáig. 2012–2013-ban a Petőfi Rádióban folytatták Egész úton hazafelé címmel.
Lovász 2012 végén elindította Lakástalkshow című beszélgetős műsorát a YouTube-on, mely négy évad után, 2016 őszén a Viasat 3-ra költözött, és hatalmas sikert aratott mind a kritikusok, mind a közönség körében.
2020 augusztusában visszatért a reggeli rádiózáshoz, a hónap utolsó napjától Magyarország legnagyobb kereskedelmi rádiójában, a Retro Rádióban Bochkor Gábor partnere lett.